# Günther Schumacher
Günther Schumacher   (Rostock, 27 de juny de 1949) és un ciclista alemany, ja retirat, que es dedicà a al ciclisme en pista i s'especialitzà en la modalitat de persecució per equips. Fou professional entre 1977 i 1984.
El 1972 va prendre part en els Jocs Olímpics de Múnic, en què guanyà la medalla d'or en la prova de persecució per equips, formant equip amb Jürgen Colombo, Günter Haritz i Udo Hempel. Quatre anys més tard tornà a repetir la medalla d'or als Jocs Olímpics de Mont-real, aquest cop fent equip amb Peter Vonhof, Gregor Braun i Hans Lutz.
En el seu palmarès també destaquen quatre campionats del món amateur de persecució per equips, el 1970, 1973, 1974 i 1975.

## Palmarès
- 1970
  -  Campió del món de persecució per equips amateur, amb Günter Haritz, Peter Vonhof, Hans Lutz)
- 1972
  -  Medalla d'or als Jocs Olímpics de Múnic en persecució per equips, amb Jürgen Colombo, Günter Haritz i Udo Hempel
- 1973
  -  Campió del món de persecució per equips amateur, amb Günter Haritz, Peter Vonhof, Hans Lutz)
- 1974
  -  Campió del món de persecució per equips amateur, amb Dietrich Thurau, Peter Vonhof, Hans Lutz)
- 1975
  -  Campió del món de persecució per equips amateur, amb Gregor Braun, Peter Vonhof, Hans Lutz)
- 1976
  -  Medalla d'or als Jocs Olímpics de Mont-real en persecució per equips, amb Peter Vonhof, Gregor Braun i Hans Lutz
- 1977
  -  Medalla de plata al Campionat del món de ciclisme en pista de persecució per equips
  -  Medalla de plata al Campionat del món de ciclisme en pista del quilòmetre contrarellotge